# Affärsmodell
En affärsmodell eller företagsmodell, engelska business model, är i företagsekonomi en teoretisk beskrivning av hur ett företag, eller en affärsverksamhet, är tänkt att fungera. Det är ett konceptuellt verktyg som innehåller en uppsättning komponenter och beskriver deras inbördes relationer på ett sådant sätt att affärslogiken för en viss verksamhet konkret kan beskrivas.
Den omfattar delar såsom en intäktsmodell som beskriver hur intäkter kommer in, en produktionsmodell som beskriver hur varor och tjänster produceras, och en leveransmodell som beskriver hur varor eller tjänster kommer kunden tillgodo.
Affärsmodeller används för att beskriva och klassificera företag, särskilt för entreprenöriella ändamål, men de används också av chefer inom företag för att undersöka möjligheter till framtida utveckling. Kända affärsmodeller kan fungera som "recept" för kreativa chefer. Affärsmodeller används också i vissa fall inom ramen för redovisningen för offentlig rapportering.

## Affärsmodellens historia
Affärsmodellen som begrepp omnämndes första gången i en akademisk artikel redan 1957 men det var först mot slutet av 1990-talet, i samband med att internets ökade användning i näringslivet, som det anammades på bred front.
Att affärsmodellsbegreppet ökade i popularitet vid denna tidpunkt kan härledas till de ökade kommunikationsmöjligheter och sänkta koordinations- och transaktionskostnader som internet möjliggjorde. 
Följden av detta blev att alternativen för hur en verksamhet kunde utformas och generera värde ökade kraftigt samtidigt som gränserna mellan olika näringslivsgrenar blev all otydligare. Under dessa nya förutsättningar var affärsmodellen ett lämpligt verktyg för analys och synliggörande av verksamheters olika affärsalternativ.

## Affärsmodellens uppbyggnad
The Business Model Canvas är ett verktyg utvecklat av Dr Alexander Osterwalder och Dr. Yves Pigneur och har blivit en standard för hur man arbetar med affärsmodeller och affärsmodellsinnovation. Detta verktyg beskriver verksamheten på ett övergripande sätt utifrån nio byggblock som tillsammans formar en verksamhets huvudområden; kunder, erbjudande, infrastruktur och finansiell genomförbarhet.
1. Kundsegment – Definierar de olika grupper av människor eller företag en verksamhet strävar efter att nå och betjäna.[3]
2. Värdeerbjudande – Beskriver den kombination av tjänster och produkter som skapar värde för ett specifikt kundsegment.[4]
3. Kanaler – Beskriver hur en organisation kommunicerar med och når och de utvalda kundsegmenten för att leverera värdeerbjudandet.[5]
4. Kundrelationer – Beskriver vilken typ av förhållande organisationen etablerar med de olika kundsegmenten[6]
5. Intäktsströmmar – Beskriver de intäktsflöden en organisation genererar från varje kundsegment[7][8]
6. Nyckelresurser – Beskriver de vilka tillgångar och resurser som krävs för att affärsmodellen ska fungera[9]
7. Nyckelaktiviteter – Beskriver vilka aktiviteter organisationen måste utföra för att affärsmodellen ska fungera[10]
8. Nyckelpartner – Beskriver det nätverk av leverantörer och partners som möjliggör för affärsmodellen att fungera[11][12]
9. Kostnadsstruktur – Beskriver de kostnader som affärsmodellen ger upphov till för organisationen[13] Affärsmodellens nio byggstenar

Affärsmodellens nio byggstenar

Affärsmodellcanvasen finns även i olika adaptioner och varianter med kompletterande delar, exempelvis Vinst, som beskriver relationen mellan Intäktsströmmar och Kostnadsstruktur samt möjliggör för synliggörandet av ytterligare vinster, utöver monetära, som en organisation kan syfta till att uppnå, exempelvis nya användare eller goodwill.

## Olika affärsmodeller
I affärsmodellernas tidiga historia var det vanligt att definiera affärsmodellstyper som exempelvis fysiska affärer eller e-handlare. Dessa typer beskriver dock bara en aspekt av verksamheten (oftast inkomstmodellen). Därför koncentrerar sig nyare litteratur om affärsmodeller på att beskriva en affärsmodell som helhet istället för endast de mest tydliga aspekterna.
Följande exempel ger en överblick för olika typer av affärsmodeller som har diskuterats sedan skapandet av affärsmodellteorin:

### Den långa svansen
Den långa svansen innebär att marknaden för produkter som tidigare sålde väldigt dåligt ökar via ökad synlighet på Internet. Teorin har i stor utsträckning anammats för så kallade "nischprodukter" inom massmedieindustrierna, medan den tillbakavisats som effektiv inom mer standardiserade produktkategorier.

### Dropshipping
Dropshipping är en affärsmodell inom distanshandel som innebär att en distributör eller tillverkare levererar varor direkt till en slutkund, på uppdrag av ett distanshandelsföretag.

### Investorleasing
Investorleasing är en affärsmodell för finansiering som bygger på principen att dela på ägandet och brukandet av ett leasingobjekt. Som regel rör det sig om beloppsmässigt mycket stora objekt som flygplan och datoranläggningar.

### Franchise
Franchise eller franchising är en affärsmodell där ett varumärke, koncept eller produkt kan användas av (distribueras av) en oberoende näringsidkare mot en avgift till varumärkesägaren.

### Freemium
Freemium är en affärsmodell som fick sitt genomslag och tillämpas framförallt på Internet. Affärsmodellen fungerar genom att en bastjänst erbjuds gratis, möjligen reklamfinansierad. Därefter ser produktägaren till att tjänsten får stor spridning, och då tillhandahålls en premiumtjänst med fler funktioner och andra fördelar mot en kostnad.

### Korssubventionering
Korssubventionering är en affärsmodell som bygger på att ett företag använder intäkter från lönsam verksamhet till att finansiera mindre lönsam verksamhet. Affärsmodellen innebär att lönsamma produkter subventionerar olönsamma produkter, lönsamma kunder subventionerar olönsamma kunder etc.

## Affärsarkitektur
En affärsarkitektur är en holistisk beskrivning av samtliga dimensioner som är relevanta för att designa, utveckla och styra en verksamhet så att den skapar maximalt värde för sina kunder och övriga intressenter. En verksamhets specifika affärsarkitektur omfattar dess strategiska inriktning och en väldefinierad portfölj av de affärsmodeller som säkerställer att den önskade marknadspositionen kan nås och befästas. Affärsmodellerna förverkligas av fyra grundläggande strukturdimensioner: Affärsprocesser, Organisation, Management & styrning samt Infrastruktur & IT. Affärsarkitekturen skapar förutsättningar för att definiera och konkretisera en tydlig och gemensam målbild för förändringar av affärsmodeller samt för att förstå vilka konsekvenser de önskade förändringarna får, och vad som krävs för att realisera de uppsatta målen.

## Affärsmodelltransformation
Inom management innebär affärsmodelltransformation att grundläggande förändringar görs för att uppnå organisatoriska mål och förbättra processer, teknologier och företagsproduktivitet. Behovet av en transformation kan utlösas av en rad olika faktorer, t.ex. förändrade marknadsförutsättningar, ändrade kundbehov, nya ägardirektiv, nya strategier, krav på kostnadssänkningar och/eller byte av IT-stöd. Oavsett vad som skapar behovet av transformation så får det konsekvenser i flera delar av verksamheten. Affärsmodellinnovation syftar ofta till att förbättra intäkter och marknadsandelar, kundnöjdhet eller kostnadseffektivitet. 
För att förändra och transformera en organisations affärsmodeller krävs vanligtvis en gedigen process och metodologi. Exempelvis bör en sådan process innefatta:

### Analys av nuvarande affärsmodeller
Med förståelse för den rådande dynamiken på marknaden skapas i analysfasen rätt förutsättningar för att driva utvecklingsarbetet faktabaserat. Genom en strukturerad analys av marknaden och den aktuella portföljen av affärsmodeller kan nycklarna till innovationen identifieras. Den strategiska plattformen bör förändras i enlighet med önskad marknadsposition och utvecklingsambition. 

### Innovation av framtida affärsmodeller
Framgångsrik innovation av affärsmodeller förutsätter förståelse för prioriterade kundsegments verkliga behov i kombination med förmågan att möta dem med attraktiva erbjudanden. Valda erbjudanden realiseras genom innovativa och väl utformade affärsmodeller. Den utvecklade portföljen av affärsmodeller förverkligar den önskade positionen på marknaden – och ger förutsättningar att nå de strategiska målen.

### Design av affärsarkitektur
Att definiera strategiska affärskrav är centralt för att designa de möjliggörande strukturer som ska operationalisera den utvecklade portföljen av affärsmodeller. I fokus står förmågor, processer, organisation, kompetens, styrmodell, information, IT-stöd och annan infrastruktur. Givet affärskraven utformas en idealarkitektur för de möjliggörande strukturerna som ligger till grund för utformningen av en realiserbar lösningsarkitektur. 

### Realisering av affärsmodeller
Realisering förutsätter ett strukturerat angreppssätt som förstår och inkluderar förändringens tre huvudobjekt: den utvecklade affärsarkitekturen; den mottagande organisationen; och den förändringsdrivande organisationen. Det bestående resultatet av en affärsmodellinnovation är en funktion av lösningens kvalitet och acceptansnivån hos alla relevanta intressenter.